# زیباترین کون دنیا را داری
تو زیباترین کون دنیا را داری (به آلمانی: Du hast den schönsten Arsch der Welt) نام تک‌آهنگ و موزیک ویدئویی مشترک از یاسمین کنوک و آلکس کریستنسن است. این آهنگ در سال ۲۰۰۷ در فهرست تک‌آهنگ‌های با رتبه یک در آلمان و اتریش قرار گرفت.

## پیوندهای بیرونی
- تماشای موزیک ویدئو